# Blue Rapids (Kansas)
Blue Rapids es una ciudad ubicada en el condado de Marshall en el estado estadounidense de Kansas. En el año 2010 tenía una población de 1019 habitantes y una densidad poblacional de 188,7 personas por km².

## Geografía
Blue Rapids se encuentra ubicada en las coordenadas39°40′54″N 96°39′34″O / 39.68167, -96.65944.

## Demografía
Según la Oficina del Censo en 2000 los ingresos medios por hogar en la localidad eran de $30,682 y los ingresos medios por familia eran $37,273. Los hombres tenían unos ingresos medios de $30,066 frente a los $18,214 para las mujeres. La renta per cápita para la localidad era de $16,859. Alrededor del 13.0% de la población estaban por debajo del umbral de pobreza.